# Megaselia nigrita
Megaselia nigrita är en tvåvingeart som beskrevs av Borgmeier 1962. Megaselia nigrita ingår i släktet Megaselia och familjen puckelflugor. Inga underarter finns listade i Catalogue of Life.